# Tomás Álvarez de Acevedo

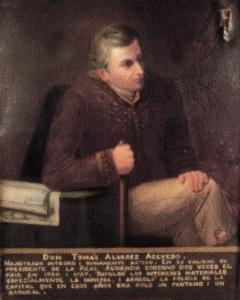
Tomás Antonio Álvarez de Acevedo

Tomás Antonio Álvarez de Acevedo y Robles (* um 1740 in Spanien; † vermutlich 1788, vermutlich in Santiago de Chile) war ein spanischer Jurist und amtierte interimsweise 1780 als Gouverneur im Generalkapitanat Chile.
Álvarez studierte in Salamanca und ging dann in die Neue Welt. An der Real Audiencia von Charcas arbeitete er ab 1776 als Staatsanwalt (spanisch: fiscal) und bekleidete dann an der Real Audiencia von Lima das Amt eines Strafverfolgers.
Im November 1777 wurde er zum ersten Vorsitzenden (spanisch: Regente) der Real Audiencia von Chile berufen, nachdem der Vorsitz bis dahin immer in den Händen der Gouverneure gelegen hatte.
In Santiago heiratete er Maria Josefa Salazar y Carrillo.
Vom 6. Juli 1780 bis zum  12. Dezember 1780 amtierte er interimsweise als Gouverneur des Generalkapitanats.
1786 kam es zu einem Zwischenfall, als Álvarez ein Todesurteil trotz Formfehlern vollstrecken ließ.